# Бернхард Руст
Бернхард Руст (на немски: Bernhard Rust) е германски държавен и партиен деятел на Третия Райх. Министър на науката, възпитанието и образованието на Кралство Прусия и неизменен имперски райхсминистър на Имперското министерство на науката, образованието и общественото инструктиране.
Произхожда от старо юнкерско семейство. Образованието му е завидно. Завършва Хановерската гимназия, след което последователно учи германистика, филология и философия в Мюнхенския университет, Хумболтовия университет, Хале-Витенбергския университет и Гьотингенския университет. Работи в учебния отдел на университета в Хале през 1908 г., а от 1909 г. до 1930 г. в гимназиалния съвет на Хановер. Уволнен е от поста си на гимназиален учител през 1930 г. заради сексуални връзки с ученичка. По време на Първата световна война е ранен в главата, което обяснява и нестабилното му психично здраве. От 1930 г. е депутат в Райхстага от НСДАП. Оцелява в нощта на дългите ножове като привърженик на Грегор Щрасер.  Руст е член на националсоциалистическата партия и гаулайтер на Хановер. Веднага след идването си на власт, Хитлер го назначава на 1 май 1934 г. за Райхминистър на науката, образованието и културата. Като такъв Бернхард Руст извършва прочистването на германските университети от евреи, като уволнява 1200 преподаватели от еврейски произход.
Като райхсминистър от 1936 г. отговаря за Хитлерюгенд и въобще за възпитанието на германската младеж в духа на националсоциализма.  Самоубива се на 8 май 1945 г. в деня на капитулацията на Нацистка Германия.
На 16 октомври 1940 г. д-р Бернхард Руст е отличен като доктор хонорис кауза на Софийския университет, на философските науки.  Званието му е отнето от Академичния съвет на Университета посмъртно и безпрецедентно, заедно с това на още трима германски юристи, на 26 февруари 2020 г., след писмо на Леа Коен.  Това са Ханс Франк, генерал-губернатор на окупирана Полша, Валентин фон Масов и Едуард Колрауш.